# Велика Кільмезь-Бія
Велика Кільме́зь-Бія́ (рос. Большая Кильмезь-Бия) — присілок у складі Селтинського району Удмуртії, Росія.

## Населення
Населення — 52 особи (2010; 64 в 2002).
Національний склад станом на 2002 рік:
- удмурти — 98 %

## Урбаноніми[3]
- вулиці — Азіна